# Igreja Matriz de Santiago do Iguape
A Igreja Matriz de Santiago do Iguape é um templo católico romano localizado no distrito de Iguape, no município de Cachoeira, Bahia. Sua construção se iniciou no século XVI pelos jesuítas, mas o complexo original se arruinou e foi substituído pela estrutura atual, que data do século XIX. Encontra-se como uma estrutura histórica tombada pelo Instituto do Patrimônio Histórico e Artístico Nacional (IPHAN).

## Localização
A Igreja Matriz de Santiago do Iguape está localizada na enseada de Iguape, com sua fachada voltada para o lagamar do Iguape, no rio Paraguaçu, enquanto a parte traseira da igreja está voltada para a comunidade de Iguape. Todo ano recebe visita dos Cavaleiros de Santiago de Compostela.

## História
Os jesuítas fundaram a Freguesia de Santiago do Iguape no século XVI, tornando-a a mais antiga do Paraguassú. A capela primitiva foi erguida nas terras de Antônio Lopes Ulhoa, que era Cavaleiro da Ordem de Santiago de Compostela e também proprietário do Engenho San Domingos da Ponta. Em 1608 recebeu a Sanção Canônica de Matriz de Santiago.
Em 1783, o complexo original da igreja arruinou-se com a expulsão dos padres jesuítas do Brasil e foi substituído pela estrutura atual, cujas construções iniciaram na primeira metade do século XIX e foram postergadas até o final deste sem jamais ser concluída. O local é conhecido como distrito de Cachoeira do Iguape.

## Estrutura

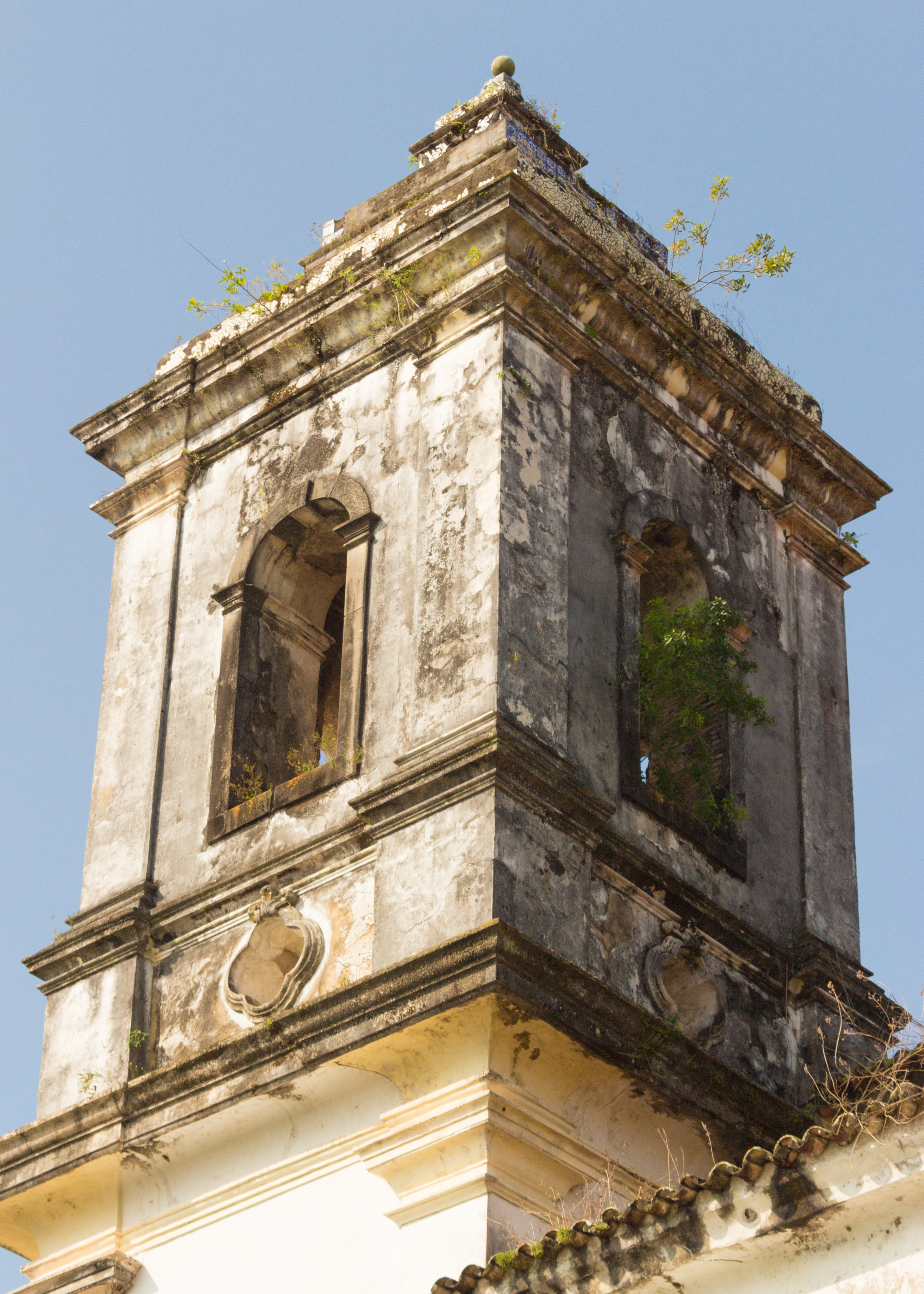
Torre

A Igreja Matriz de Santiago do Iguape foi construída em alvenaria mista de pedra e tijolo. Seu frontispício é "extremamente elegante" e dividido em três partes pilastras de arenito, vazado por cinco portas superpostas pelas janelas do coro, todas com acabamento em estilo "D. Maria I". Duas torres bulbosas, revestidas de louça, flanqueiam o frontão recortado.
A fachada é encimada por um frontão ornamentado de estilo barroco. Sobre a porta principal está um medalhão com as insígnias de Santiago, o cajado, o livro e a cabaça.
A igreja tem duas torres sineiras com empenas de cada lado do frontão. As empenas sineiras apresentam torres bulbosas revestidas de fragmentos de porcelana e azulejos, característica encontrada em inúmeras igrejas de Salvador e do Recôncavo.

### Interior
O interior da igreja apresenta uma planta retangular com nave única. Possui dois corredores laterais sobrepostos por tribunas e uma sacristia transversal sobre porão; essas são características comuns às igrejas da época.
O interior tem poucos elementos decorativos e é considerado inacabado. O arco da capela-mor, os balcões das tribunas e o presbitério têm revestimentos simples de cantaria; um lavabo está localizado na sacristia. A capela-mor possui azulejos semi-industriais importados de Portugal nas cores azul e branco.

## Tombamento
A Igreja Matriz de Santiago do Iguape foi tombada pelo Instituto do Patrimônio Histórico e Artístico Nacional em 1960. Foi inscrita no Livro de Belas Artes sob a inscrição 457 do processo de número 0575-T-58.